# Marek Dziekoński
Marek Marian Maciej Dziekoński (ur. 30 sierpnia 1930 w Warszawie, zm. 3 maja 2002 we Wrocławiu) – polski architekt, działający głównie we Wrocławiu i w Tychach.

## Życiorys
Wywodził się z wielopokoleniowej rodziny architektów. W 1955 ukończył studia architektoniczne na Politechnice Wrocławskiej, a następnie do 1959 był wykładowcą tej uczelni. Następnie przeniósł się do Tychów, gdzie pracował w biurze Miastoprojekt Nowe Tychy. Od 1975 był pracownikiem Politechniki Śląskiej.
W 1977 powrócił do Wrocławia i od 1995 prowadził własną pracownię. Był aktywistą Stowarzyszenia Architektów Polskich, m.in. członkiem krajowego sądu koleżeńskiego, w 1994 otrzymał wyróżnienie 1. stopnia SARP, a wcześniej dwukrotnie wyróżnienie 2. stopnia.
Został pochowany na Cmentarzu Świętej Rodziny we Wrocławiu.

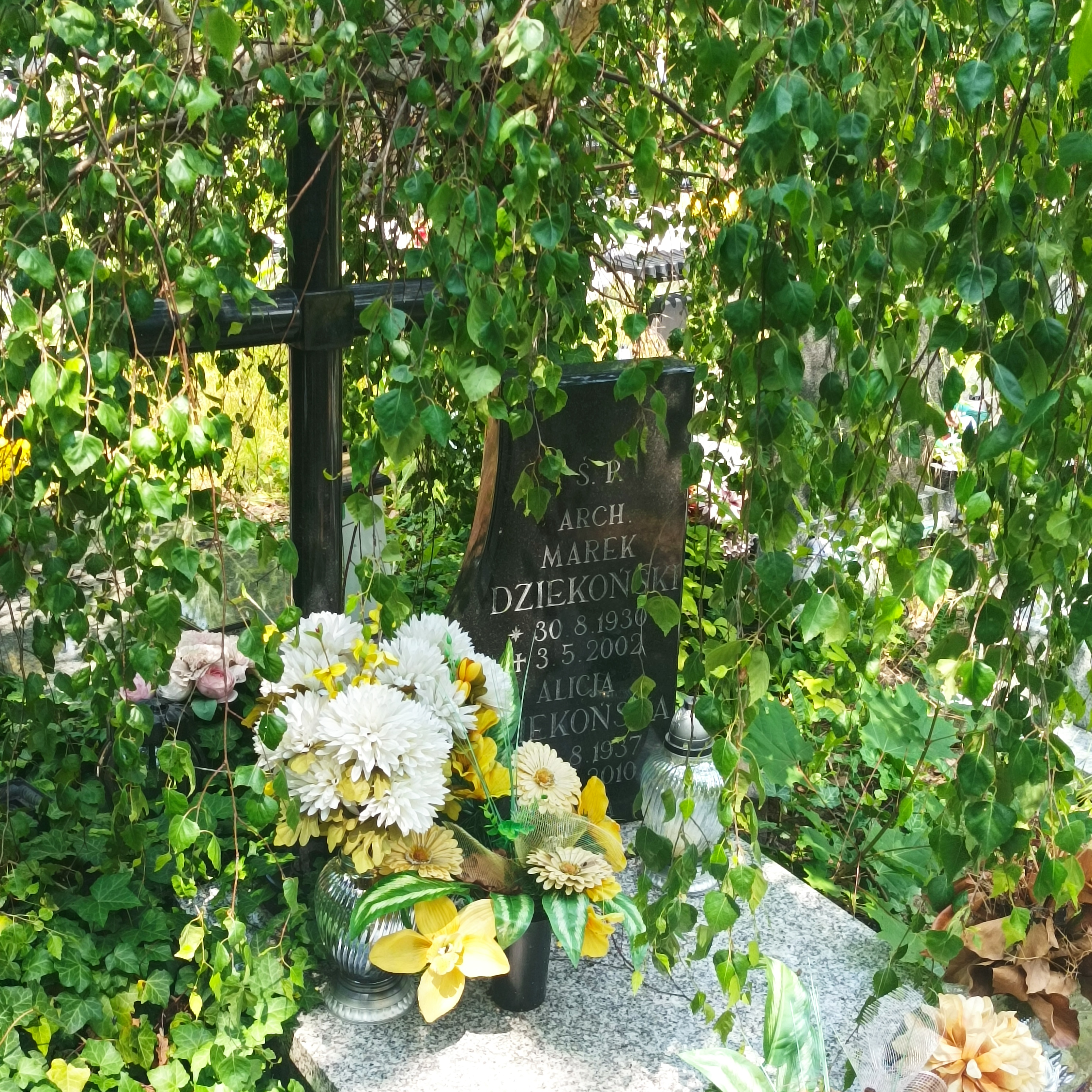
Grób Marka Dziekońskiego na Cmentarzu Świętej Rodziny we Wrocławiu

## Główne dzieła
- Szkoła tysiąclecia nr 82. im. Budowniczych Wrocławia przy ul. Blacharskiej
- zespół budowli Panoramy Racławickiej we Wrocławiu (wraz z żoną Ewą Dziekońską), 1957–1961 (I miejsce w konkursie), dokończenie prac i realizacja 1980-1985;
- zespół banków przy alei Niepodległości w Tychach;
- Stadion Zimowy w Tychach;
- klub górniczy w Tychach;
- kościół Miłosierdzia Bożego w Brzegu, 1985–1992;
- hala „Orbita” we Wrocławiu, 1992–2002;
- hotel Dom Jana Pawła II we Wrocławiu, 2000–2002

## Galeria

### Szkoła podstawowa nr 82. im. Budowniczych Wrocławia

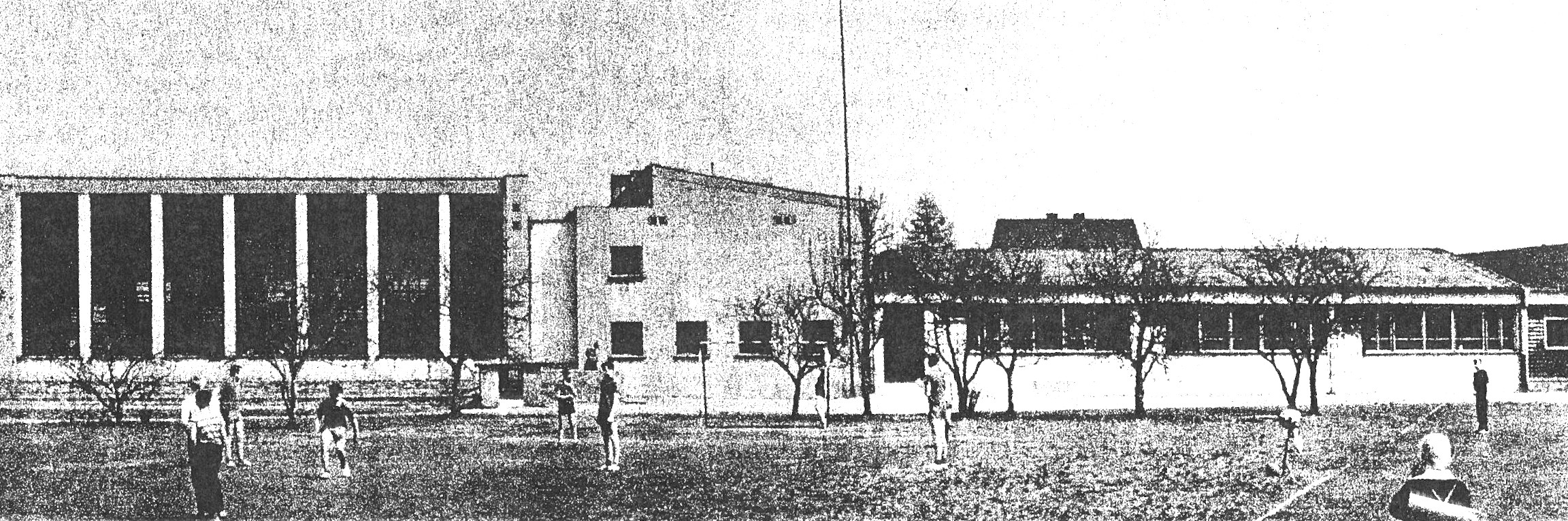
Elewacje
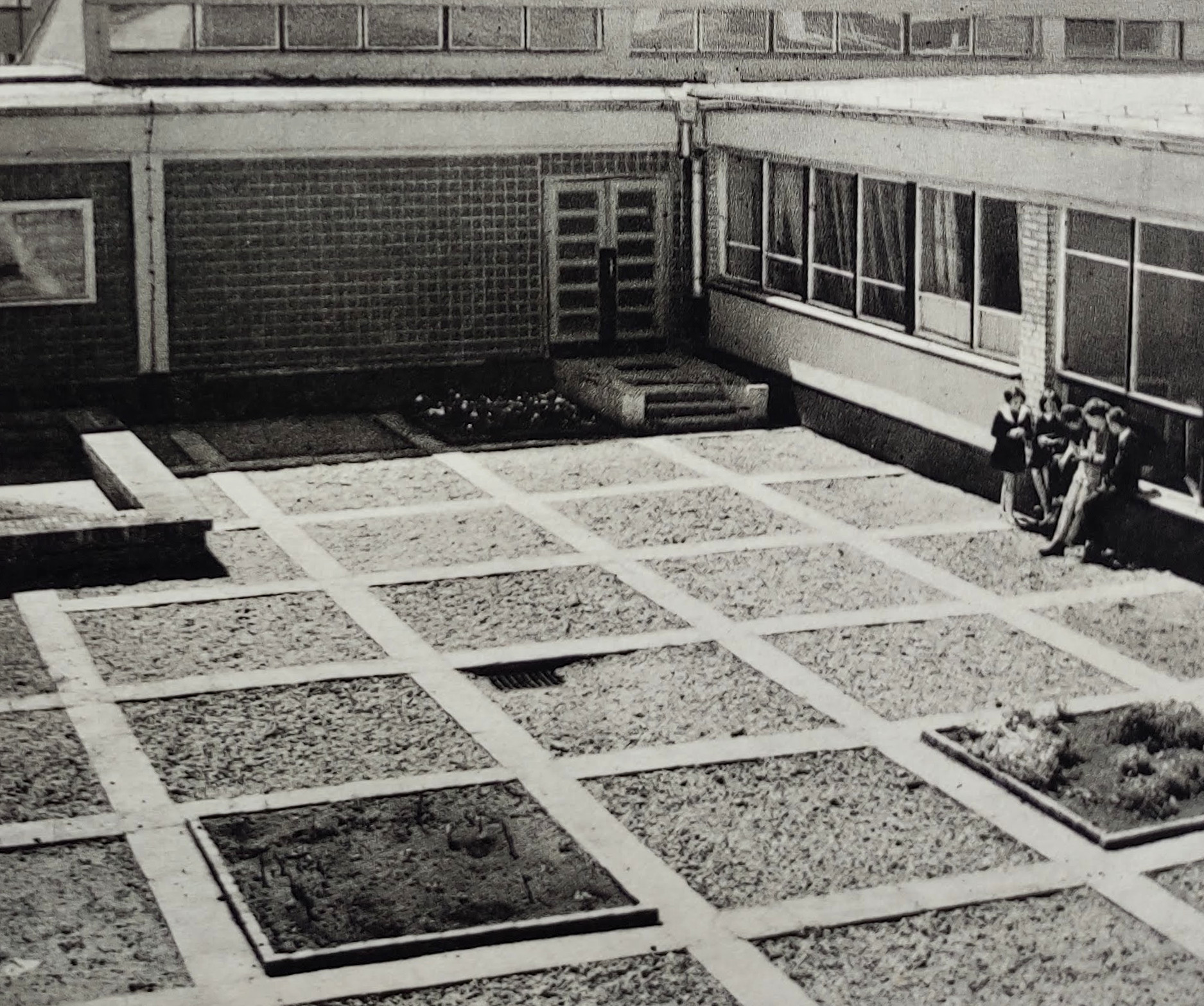
Patio
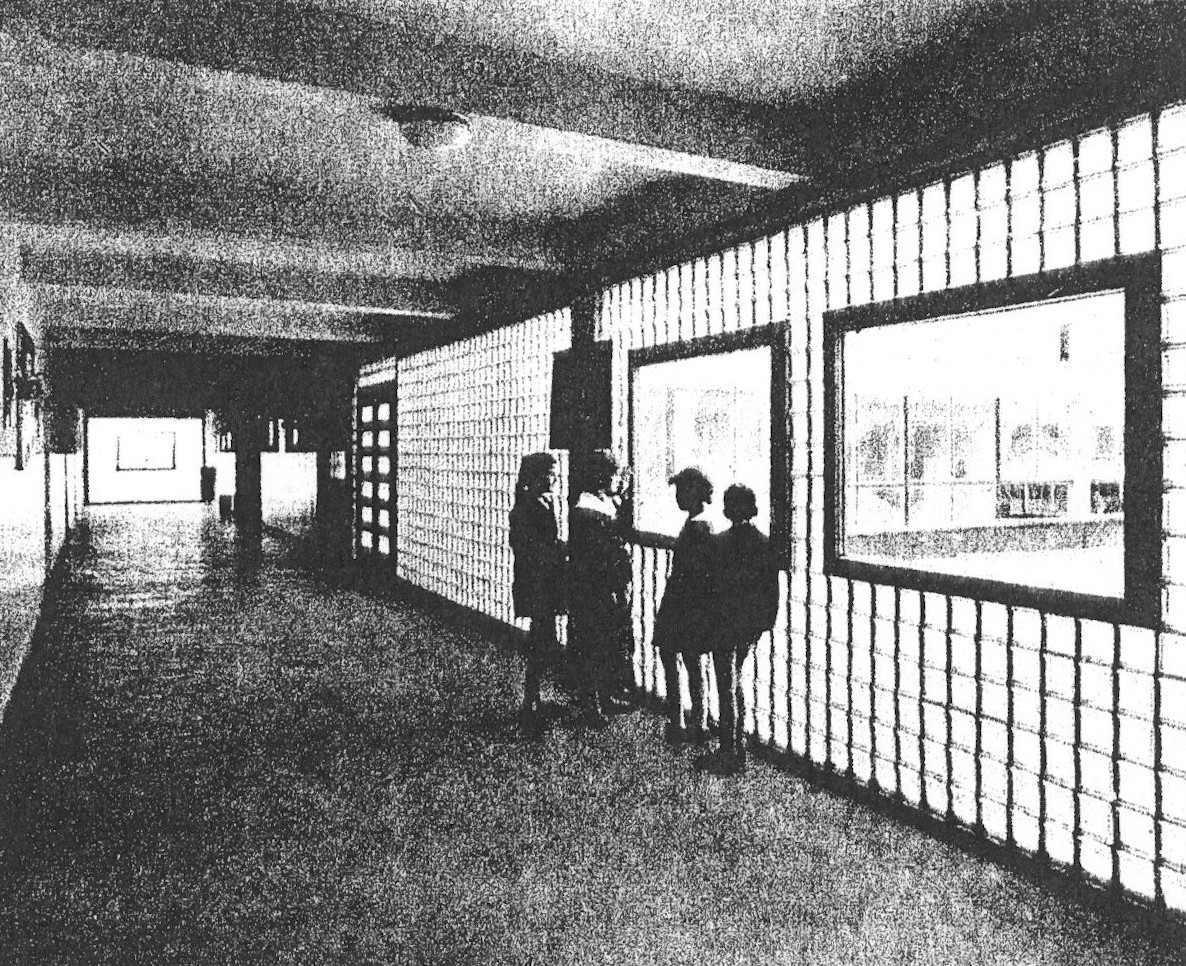
Wnętrze i luksfery
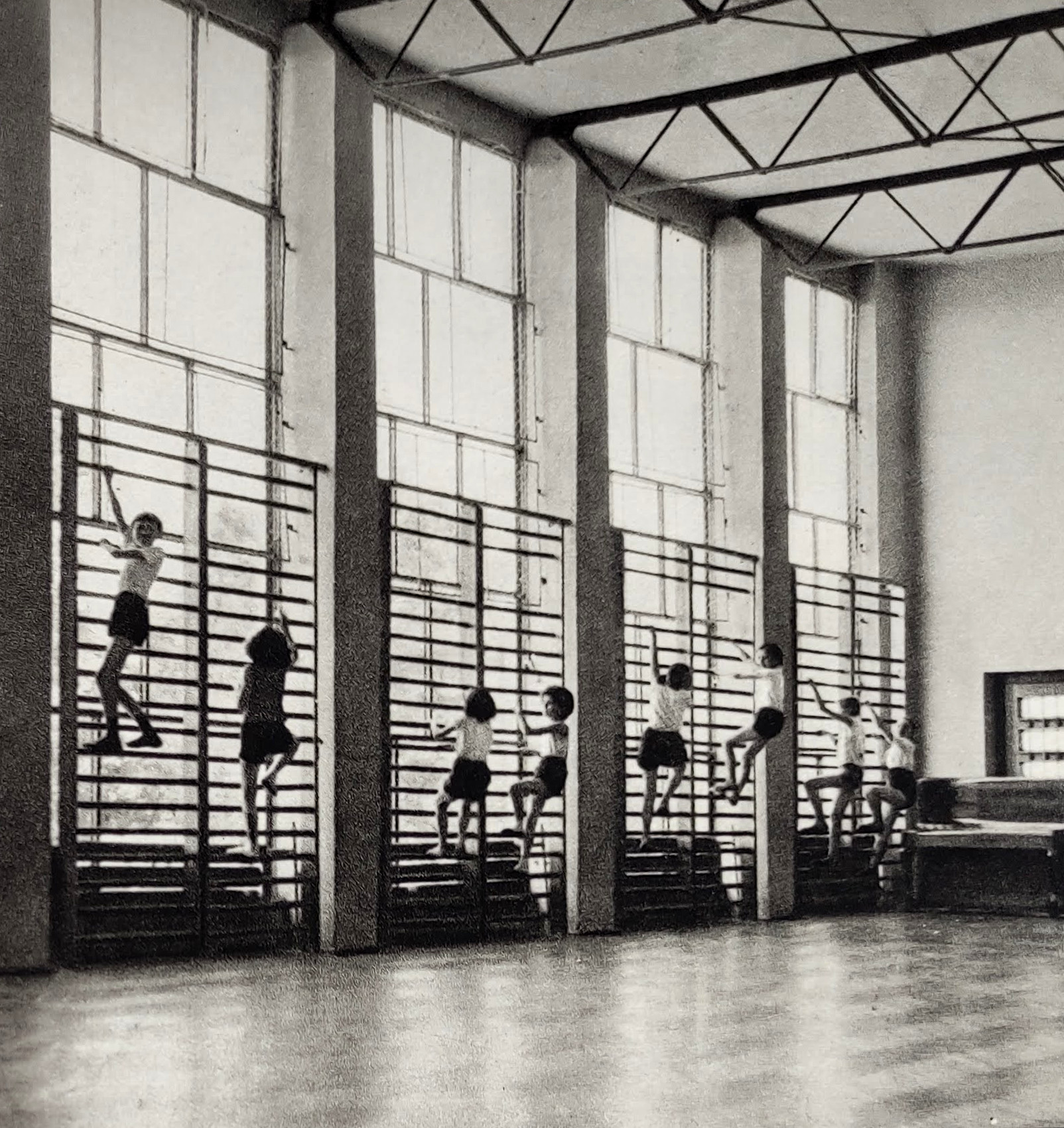
Sala gimnastyczna

### RotundaPanoramy Racławickiej

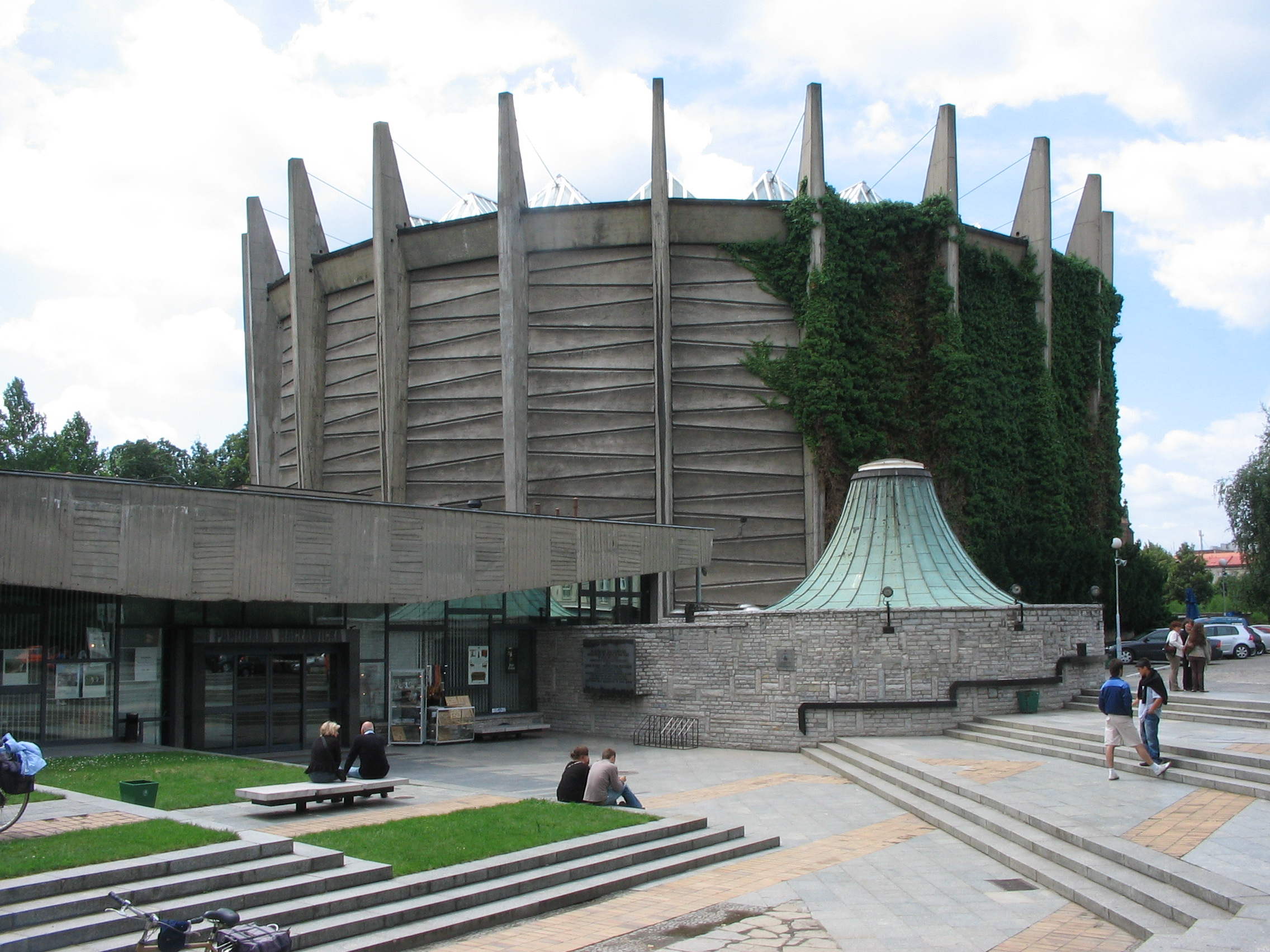
Główne wejście
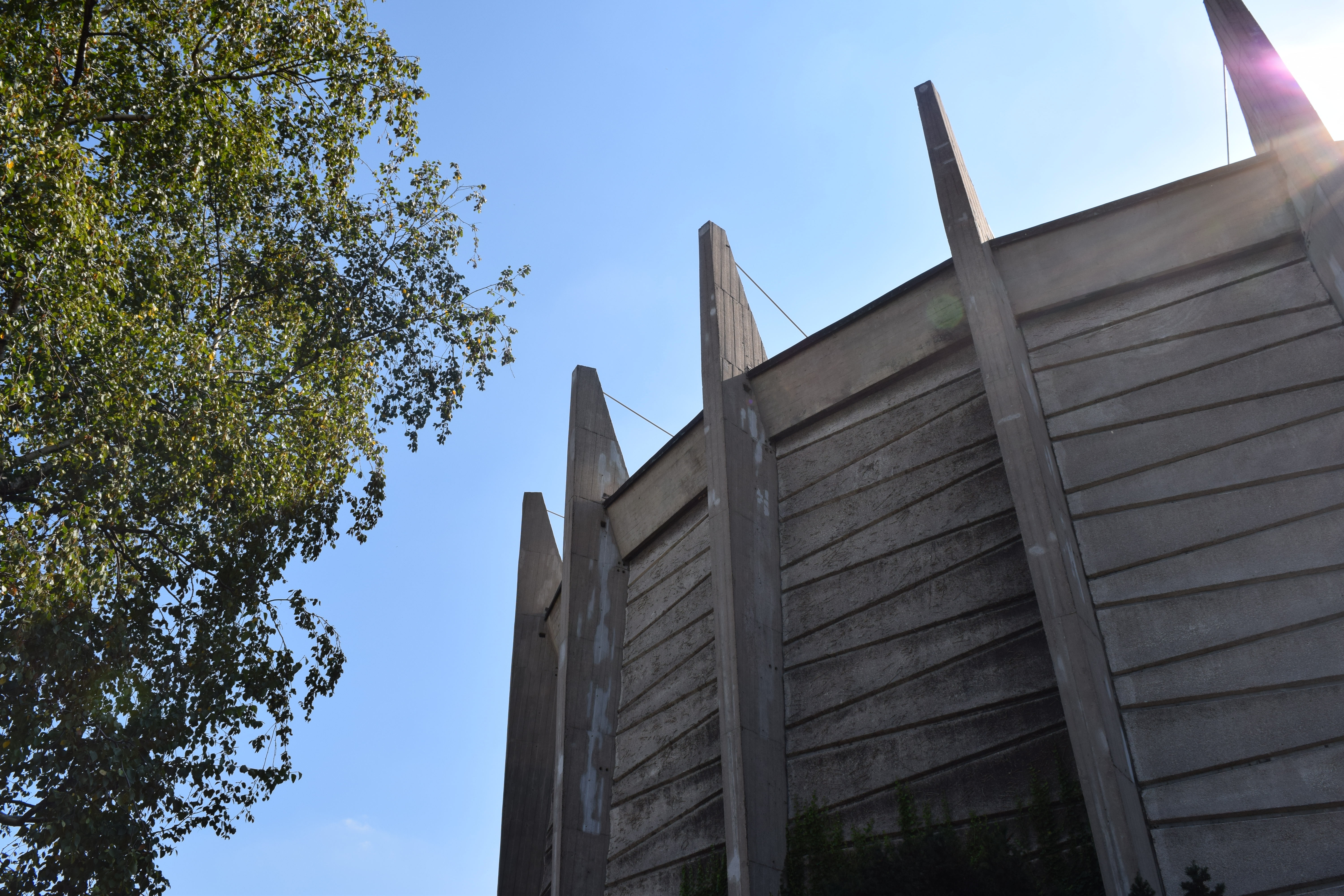
Detale elewacji rotundy